# Tito Beltrán
Pour les articles homonymes, voir Beltrán.
Ernesto Beltràn Aguilar mieux connu sous le nom de Tito Beltràn, né le 1er juillet 1965 à Punta Arenas au Chili, est un chanteur d'opéra suédo-chilien.

## Biographie
Tito Beltràn s'est installé en Suède à l'âge de vingt ans pour étudier le chant auprès d'Otto Kern et de Robin Sapleton, à l'académie de musique de l'université de Göteborg. Sa tessiture de ténor lui permet de chanter les grands opéras italiens. Sa saison en 2007 à l'opéra royal de Stockholm demeure un grand moment de sa carrière. Il y chante La traviata et Tosca.
Condamné en 2008 par un tribunal de Göteborg (Suède, son pays d’adoption), à deux ans et demi de prison et à une amende de 27.900 euros pour avoir violé une baby-sitter de dix-huit ans et pour avoir abusé d’une enfant de sept ans[réf. nécessaire]. Des accusations similaires, laissées sans suite, avaient été formulées dès 1999. Tito Beltrán, dont le casier judiciaire n’était pas vierge, s’est vigoureusement offusqué de la tenue du procès et a accusé l’ambassadeur du Chili en Suède de l’avoir trompé.

## Discographie
- Rigoletto (Duca di Mantova) 23 Records Entertainement Group
- La traviata (Alfredo), idem

## Famille
Il est marié avec Jenny Katarina dont il a un fils. Il a eu cinq autres enfants d'unions précédentes.